# Un autunno tra le nuvole
Un autunno tra le nuvole (Digging to China) è un film del 1998 diretto da Timothy Hutton.

## Trama
Harriet è una bambina di dieci anni che vive in un paesino di campagna assieme alla madre alcolizzata e depressa e alla sorella maggiore. Fin da piccolissima ha sempre desiderato scappare via, e ogni tentativo di evadere si è ripetutamente rivelato vano. La piccola vive nel motel gestito dalle donne di casa ed ha un'indole vivace e curiosa; è sempre alla ricerca di forze sovrannaturali che la portino via da casa. Ha un rapporto decisamente conflittuale con la sorella e i compagni di classe che la reputano strampalata, si sente al sicuro solo tra le braccia della madre che la asseconda sebbene la figlia non faccia altro che fantasticare vivendo in un mondo parallelo. Un bel giorno, mentre Harriet si è come al solito avventurata completamente sola per la strada, fa la conoscenza di Ricky, un uomo adulto flagellato da un handicap che gli ha provocato gravi ritardi mentali rendendolo intellettualmente più simile a un ragazzino di dieci anni.
Egli è accompagnato dalla madre, la quale dopo aver avuto un guasto all'auto è alla disperata ricerca di un posto nel quale sistemarsi in attesa della riparazione. Harriet propone il motel, e nel tragitto inizia a socializzare con Ricky. Tra i due nasce una forte intesa che li porterà a diventare grandi amici; Ricky apprezza Harriet, non la considera folle e si getta in qualsiasi gioco ella voglia coinvolgerlo, dall'astronave legata a uno stormo di palloncini alle avventure in piena campagna. Una mattina la madre di Harriet muore in un incidente d'auto ed Harriet scappa via da scuola dopo che la sorella va a prenderla per dirglielo. Fortunatamente Ricky riesce a trovarla e stringendola a sé la accompagna a casa. La sorella di Harriet ha capito che Ricky è sempre vicino alla bambina, e allarmata dalla sua "anormalità" inizia a intimare alla sorellina di non incontrarlo ancora. Harriet si rifiuta categoricamente e dopo l'ennesimo scontro verbale la sorella le rivela di essere in realtà sua madre e di averla avuta a quindici anni.
Nel frattempo si scopre che la mamma di Ricky ha intenzione di spedire il figlio in un istituto per ragazzi con lo stesso handicap, ma quest'ultimo non vuole saperne di andarci, specie dopo aver legato tanto con Harriet. I due decidono allora di fuggire nel bosco recando preoccupazione e angoscia per il loro gesto impulsivo; la città viene messa sottosopra per ritrovarli sino a quando Ricky non sentendosi bene costringe Harriet a uscire allo scoperto per cercare soccorso. La sorella di Harriet, o meglio la sua giovane mamma, ha il terrore che Ricky possa aver tentato di abusare della piccola durante l'assenza da casa e lo caccia via a calci, senza comprendere che in realtà la loro è un'amicizia innocente. Ricky si rassegna al suo destino di essere trasferito in istituto, e per l'ultima volta saluta Harriet in un mare di lacrime promettendole di ritornare presto. La storia si conclude con Harriet e sua madre che costruiscono un rapporto nuovo e sereno continuando a vivere nel motel.